# Thomas Brumby Johnston
Pour les articles homonymes, voir Johnston.
Thomas Brumby Johnston, né le 28 janvier 1814 à Perth (Écosse) et mort le 2 septembre 1897 à Édimbourg, est un géographe, cartographe et un des pionniers de la photographie écossais.
Géographe officiel de la reine Victoria, il est le frère d'Alexander Keith Johnston. 

## Biographie
Fils de Alexander Johnston et de sa femme Isabel Keith, il est le partenaire de son frère Alexander Keith dans une entreprise éditant des plans et atlas. 
Membre de la Photographic Society of Scotland dès 1856, il en est le secrétaire de 1862 à 1865. Il produit alors quelques photographies qu'il expose à la Société sur des sujets comme la femme de James Hogg, le port de Kinghorn ou, entre autres, le château de Doune.
Proposé par David Brewster, il est élu Membre de la Royal Society of Edinburgh en 1867. 